# Alessandria Unione Sportiva 1966-1967
Questa pagina raccoglie le informazioni riguardanti l'Alessandria Unione Sportiva nelle competizioni ufficiali della stagione 1966-1967.

## Stagione
Nella stagione 1966-1967 l'Alessandria Unione Sportiva disputò il ventesimo campionato di Serie B della sua storia.

## Divise
| 1ª divisa |

## Organigramma societario
Area direttiva
- Proprietario: Remo Sacco
- Presidente: Gino Testa, poi Bruno Montini
- Vice-presidenti: Gino Armano e Attilio Venturino, poi anche Gino Testa
- Segretario: Emilio Cassinelli

Area tecnica
- Direttore sportivo: Gino Armano
- Allenatori: Ettore Puricelli, poi dal 6 dicembre Giulio Cappelli, infine dal 3 gennaio László Székely
- Allenatore in 2ª: Mario Pietruzzi

Area sanitaria
- Medico sociale: Luigi Mazza
- Massaggiatore: Felice Canevari

## Rosa
| N. |                   | Ruolo | Calciatore        |
| -- | ----------------- | ----- | ----------------- |
|    | Italia (bandiera) | P     | Luciano Bertoni   |
|    | Italia (bandiera) | P     | Ariodante Centini |
|    | Italia (bandiera) | P     | Avelino Moriggi   |
|    | Italia (bandiera) | P     | Edo Patregnani    |
|    | Italia (bandiera) | D     | Massimo Berta     |
|    | Italia (bandiera) | D     | Mario Bonfanti    |
|    | Italia (bandiera) | D     | Sergio Cocito     |
|    | Italia (bandiera) | D     | Mario Colautti    |
|    | Italia (bandiera) | D     | Mario David       |
|    | Italia (bandiera) | D     | Gaetano Legnaro   |
|    | Italia (bandiera) | C     | Franco Pinato     |
|    | Italia (bandiera) | D     | Giorgio Ramusani  |
|    | Italia (bandiera) | D     | Alberto Rossi     |

| N. |                   | Ruolo | Calciatore             |
| -- | ----------------- | ----- | ---------------------- |
|    | Italia (bandiera) | D     | Giuseppe Trinchero     |
|    | Italia (bandiera) | C     | Giampiero Dalle Vedove |
|    | Italia (bandiera) | C     | Amilcare Ferretti      |
|    | Italia (bandiera) | C     | Carlo Gori             |
|    | Italia (bandiera) | C     | Francisco Lojacono     |
|    | Italia (bandiera) | C     | Luciano Magistrelli    |
|    | Italia (bandiera) | C     | Tullio Oldani          |
|    | Italia (bandiera) | A     | Fernando Gorrino       |
|    | Italia (bandiera) | A     | Ulisse Gualtieri       |
|    | Italia (bandiera) | A     | Bruno Nicolè           |
|    | Italia (bandiera) | A     | Mario Pasquina         |
|    | Italia (bandiera) | A     | Renzo Ragonesi         |
|    | Italia (bandiera) | A     | Filippo Tasso          |

## Risultati

### Serie B

#### Girone di andata
| Pisa 11 settembre 1966 1ª giornata | Pisa              | 0 – 0 | Alessandria | Stadio Arena Garibaldi (8 000 spett.)\| Arbitro: \| Toselli (Cormons) \| |
| Arbitro:                           | Toselli (Cormons) |       |             |                                                                          |

| Arbitro: | Acernese (Roma) |

|                                     |           |         |
| Lojacono 22’, 52’ Pasquina 50’, 65’ | Marcatori | 78’ Bon |

| Arbitro: | Ghirardello (Merano) |

|  |           |                    |
|  | Marcatori | 45’ Vitali 60’ Bui |

| Arbitro: | Gussoni (Tradate) |

|              |           |              |
| da Costa 59’ | Marcatori | 42’ Pasquina |

| Arbitro: | Bigi (Padova) |

|                             |           |                         |
| Pasquina 6’ Magistrelli 43’ | Marcatori | 36’ Console 51’ Ferrari |

| Arbitro: | Michelotti (Parma) |

|                                    |           |  |
| E. Ferrari 58’, 66’ Bernasconi 82’ | Marcatori |  |

| Arbitro: | Fiduccia (Marsala) |

|                        |           |           |
| Magistrelli 79’ (rig.) | Marcatori | 28’ Bonci |

| Arbitro: | Valagussa (Lecco) |

|                           |           |  |
| Gonella 37’ Fumagalli 78’ | Marcatori |  |

| Arbitro: | Giunti (Arezzo) |

|  |           |                                     |
|  | Marcatori | 74’, 84’ (rig.) Leonardi 88’ Stevan |

| Arbitro: | Lattanzi (Roma) |

|              |           |  |
| Garzelli 62’ | Marcatori |  |

| Arbitro: | Canova (Bologna) |

|                           |           |                              |
| Gualtieri 6’ Ragonesi 81’ | Marcatori | 10’ Gavinelli 76’ Mascheroni |

| Arbitro: | Torelli (Cormano) |

|                                                |           |            |
| Brambilla 30’ Taccola 44’ Locatelli 83’ (rig.) | Marcatori | 64’ Oldani |

| Arbitro: | Branzoni (Pavia) |

|                                |           |  |
| Pasquina 29’, 30’ Colautti 32’ | Marcatori |  |

| Arbitro: | Gussoni (Tradate) |

|          |           |  |
| Baisi 6’ | Marcatori |  |

| Arbitro: | Sabatini (Finale Emilia) |

|             |           |  |
| Carrera 80’ | Marcatori |  |

| Arbitro: | Michelotti (Parma) |

|  |           |                         |
|  | Marcatori | 24’ Fraschini 59’ Bigon |

| Arbitro: | Picasso (Chiavari) |

|                              |           |            |
| Gorrino 1’, 28’ Pasquina 19’ | Marcatori | 26’ Rosati |

| Arbitro: | Branzoni (Pavia) |

|                            |           |  |
| Santonico 20’ Ferrario 73’ | Marcatori |  |

| Arbitro: | Motta (Monza) |

|                       |           |                     |
| Gori 51’ Colautti 87’ | Marcatori | 28’ Salvi 48’ Vieri |

#### Girone di ritorno
| Arbitro: | Nencioni (Roma) |

|               |           |  |
| Gualtieri 76’ | Marcatori |  |

| Palermo 12 febbraio 1967 21ª giornata | Palermo           | 0 – 0 | Alessandria | La Favorita\| Arbitro: \| Orlando (Bergamo) \| |
| Arbitro:                              | Orlando (Bergamo) |       |             |                                                |

| Arbitro: | Camozzi (Ascoli Piceno) |

|                         |           |            |
| Bui 7’, 33’ Orlandi 28’ | Marcatori | 68’ Nicolè |

| Arbitro: | Pieroni (Roma) |

|  |           |                               |
|  | Marcatori | 41’ Bonatti 60’ (rig.) Savoia |

| Arbitro: | Nencioni (Roma) |

|                |           |            |
| Di Stefano 82’ | Marcatori | 19’ Oldani |

| Arbitro: | Picasso (Chiavari) |

|                          |           |  |
| Gualtieri 13’ Oldani 88’ | Marcatori |  |

| Arbitro: | Toselli (Cormons) |

|                        |           |               |
| Volpato 25’ Crippa 70’ | Marcatori | 40’ Gualtieri |

| Alessandria 26 marzo 1967 27ª giornata | Alessandria    | 0 – 0 | Messina | Stadio Giuseppe Moccagatta\| Arbitro: \| Vitullo (Roma) \| |
| Arbitro:                               | Vitullo (Roma) |       |         |                                                            |

| Arbitro: | Pontini (Ferrara) |

|                     |           |  |
| Ragonesi 53’ (aut.) | Marcatori |  |

| Arbitro: | Fiduccia (Marsala) |

|                           |           |  |
| Lojacono 8’ Gualtieri 75’ | Marcatori |  |

| Novara 23 aprile 1967 30ª giornata | Novara           | 0 – 0 | Alessandria | Stadio Comunale\| Arbitro: \| Canova (Bologna) \| |
| Arbitro:                           | Canova (Bologna) |       |             |                                                   |

| Arbitro: | Motta (Monza) |

|                   |           |                               |
| Ragonesi 13’, 59’ | Marcatori | 75’, 85’ Locatelli 80’ Rivara |

| Savona 7 maggio 1967 32ª giornata | Savona             | 0 – 0 | Alessandria | Stadio Valerio Bacigalupo\| Arbitro: \| Fiduccia (Marsala) \| |
| Arbitro:                          | Fiduccia (Marsala) |       |             |                                                               |

| Arbitro: | Sabatini (Finale Emilia) |

|                     |           |           |
| Lojacono 82’ (rig.) | Marcatori | 58’ Girol |

| Arbitro: | Michelotti (Parma) |

|                                  |           |  |
| Lojacono 13’ (rig.) Pasquina 73’ | Marcatori |  |

| Arbitro: | Gialluisi (Barletta) |

|             |           |              |
| Morelli 65’ | Marcatori | 25’ Colautti |

| Arbitro: | Bigi (Padova) |

|             |           |                              |
| Soncini 24’ | Marcatori | 37’ Magistrelli 80’ Ragonesi |

| Arbitro: | Carminati (Milano) |

|  |           |                              |
|  | Marcatori | 5’ Rigotto 90’ (rig.) Florio |

| Arbitro: | Bianchi (Firenze) |

|                 |           |  |
| Francesconi 51’ | Marcatori |  |

### Coppa Italia

#### Primo turno
| Arbitro: | Carminati (Milano) |

|  |           |            |
|  | Marcatori | 84’ Simoni |

## Statistiche

### Statistiche di squadra
| Competizione | Punti | In casa | In casa | In casa | In casa | In casa | In casa | In trasferta | In trasferta | In trasferta | In trasferta | In trasferta | In trasferta | Totale | Totale | Totale | Totale | Totale | Totale | DR  |
| Competizione | Punti | G       | V       | N       | P       | Gf      | Gs      | G            | V            | N            | P            | Gf           | Gs           | G      | V      | N      | P      | Gf     | Gs     | DR  |
| ------------ | ----- | ------- | ------- | ------- | ------- | ------- | ------- | ------------ | ------------ | ------------ | ------------ | ------------ | ------------ | ------ | ------ | ------ | ------ | ------ | ------ | --- |
| Serie B      | 29    | 19      | 7       | 6       | 6       | 27      | 24      | 19           | 1            | 7            | 11           | 8            | 24           | 38     | 8      | 13     | 17     | 35     | 48     | -13 |
| Coppa Italia |       | 1       | 0       | 0       | 1       | 0       | 1       | -            | -            | -            | -            | -            | -            | 1      | 0      | 0      | 1      | 0      | 1      | -1  |
| Totale       | -     | 20      | 7       | 6       | 7       | 27      | 25      | 19           | 1            | 7            | 11           | 8            | 24           | 39     | 8      | 13     | 18     | 35     | 49     | -14 |

### Statistiche dei giocatori
| Giocatore       | Serie B  | Serie B | Coppa Italia | Coppa Italia | Totale   | Totale |
| Giocatore       | Presenze | Reti    | Presenze     | Reti         | Presenze | Reti   |
| --------------- | -------- | ------- | ------------ | ------------ | -------- | ------ |
| M. Berta        | 1        | 0       | -            | -            | 1        | 0      |
| L. Bertoni      | 21       | -25     | -            | -            | 21       | -25    |
| M. Bonfanti     | 2        | 0       | 1            | 0            | 3        | 0      |
| A. Centini      | 3        | -4      | -            | -            | 3        | -4     |
| Cocito          | -        | -       | 1            | 0            | 1        | 0      |
| M. Colautti     | 29       | 3       | 1            | 0            | 30       | 3      |
| G. Dalle Vedove | 36       | 0       | -            | -            | 36       | 0      |
| M. David        | 3        | 0       | -            | -            | 3        | 0      |
| A. Ferretti     | 19       | 0       | 1            | 0            | 20       | 0      |
| C. Gori         | 30       | 1       | 1            | 0            | 31       | 1      |
| F. Gorrino      | 6        | 2       | -            | -            | 6        | 2      |
| U. Gualtieri    | 28       | 5       | 1            | 0            | 29       | 5      |
| G. Legnaro (I)  | 13       | 0       | 1            | 0            | 14       | 0      |
| F. Lojacono     | 25       | 5       | 1            | 0            | 26       | 5      |
| L. Magistrelli  | 35       | 3       | 1            | 0            | 36       | 3      |
| A. Moriggi      | 7        | -6      | -            | -            | 7        | -6     |
| B. Nicolè       | 7        | 1       | -            | -            | 7        | 1      |
| T. Oldani       | 23       | 3       | 1            | 0            | 24       | 3      |
| M. Pasquina     | 24       | 8       | -            | -            | 24       | 8      |
| E. Patregnani   | 7        | -13     | 1            | -1           | 8        | -14    |
| F. Pinato       | 2        | 0       | -            | -            | 2        | 0      |
| R. Ragonesi     | 31       | 4       | -            | -            | 31       | 4      |
| A. Rossi        | 24       | 0       | -            | -            | 24       | 0      |
| F. Tasso        | 3        | 0       | -            | -            | 3        | 0      |
| G. Trinchero    | 26       | 0       | -            | -            | 26       | 0      |